# Vòng loại Giải vô địch bóng đá thế giới 1970
Tổng cộng có 75 đội tuyển tham dự vòng loại Giải vô địch bóng đá thế giới 1970, cạnh tranh cho 16 suất tham dự vòng chung kết. Mexico với tư cách chủ nhà và Anh với tư cách đương kim vô địch được đặc cách vào thẳng vòng chung kết, 14 suất còn lại cho vòng loại.
Lần đầu tiên trong lịch sử, đội vô địch khu vực châu Phi và đội vô địch khu vực châu Á – châu Đại Dương được trao suất vào thẳng vòng chung kết. Phân bổ 16 suất cho các khu vực như sau:
- Châu Âu (UEFA): 9 suất, trong đó 1 suất dành cho Anh (vào thẳng), còn 8 suất còn lại gồm 29 đội cạnh tranh.
- Nam Mỹ (CONMEBOL): 3 suất, gồm 10 đội cạnh tranh.
- Bắc, Trung Mỹ và Caribe (CONCACAF): 2 suất, trong đó 1 suất cho Mexico (vào thẳng), còn lại 1 suất cho 13 đội cạnh tranh.
- Châu Phi (CAF): 1 suất, cho 13 đội đăng ký, tuy nhiên FIFA từ chối hồ sơ của Guinea và Zaire, cuối cùng chỉ còn 11 đội. Một đội châu Phi khác là Rhodesia tham dự vòng loại thông qua hệ thống không thuộc CAF.
- Châu Á và châu Đại Dương (AFC/OFC): 1 suất, có 7 đội tranh tài (bao gồm cả Rhodesia).

Tổng cộng có 68 đội thi đấu ít nhất một trận vòng loại, với 172 trận được tổ chức và 542 bàn thắng được ghi (trung bình 3,15 bàn/trận).Dưới đây là danh sách ngày thi đấu và kết quả của các vòng loại.

## Các đội tuyển vượt qua vòng loại

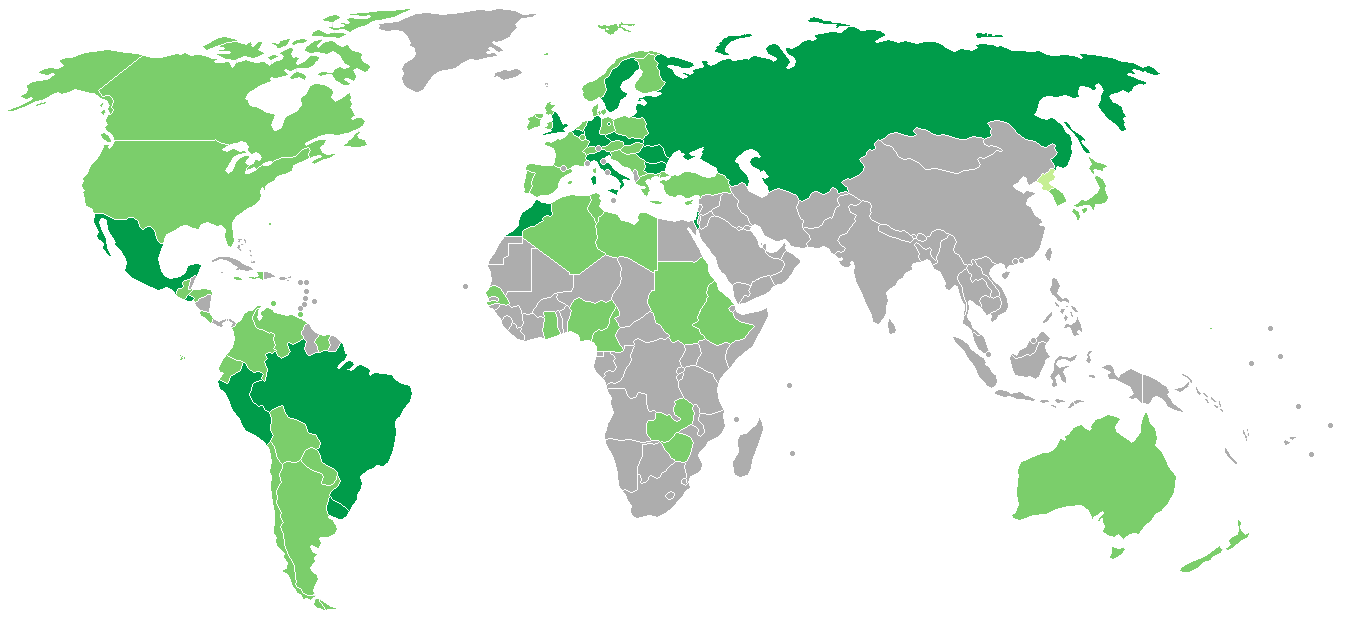
Vòng loại FIFA World Cup 1970

| Đội tuyển   | Tham dự với tư cách          | Ngày vượt qua vòng loại | Số lần tham dự vòng chung kết | Chuỗi tham dự liên tiếp | Thành tích tốt nhất trước đó                   |
| ----------- | ---------------------------- | ----------------------- | ----------------------------- | ----------------------- | ---------------------------------------------- |
| México      | Chủ nhà                      | 8 tháng 10 năm 1964     | 7                             | 6                       | Vòng bảng (1930, 1950, 1954, 1958, 1962, 1966) |
| Anh         | Đương kim vô địch            | 30 tháng 7 năm 1966     | 6                             | 6                       | Vô địch (1966)                                 |
| Bỉ          | Nhất Bảng 6 UEFA             | 30 tháng 4 năm 1969     | 5                             | 1 (Lần cuối: 1954)      | Vòng bảng (1930, 1934, 1938, 1954)             |
| Uruguay     | Nhất Bảng 3 CONMEBOL         | 10 tháng 8 năm 1969     | 6                             | 3                       | Vô địch (1930, 1950)                           |
| Brasil      | Nhất Bảng 2 CONMEBOL         | 24 tháng 8 năm 1969     | 9th                           | 9                       | Vô địch (1958, 1962)                           |
| Perú        | Nhất Bảng 1 CONMEBOL         | 31 tháng 8 năm 1969     | 2                             | 1 (Lần cuối: 1930)      | Vòng bảng (1930)                               |
| El Salvador | Chiến thắng khu vực CONCACAF | 8 tháng 10 năm 1969     | 1                             | 1                       | —                                              |
| Thụy Điển   | Nhất Bảng 5 UEFA             | 15 tháng 10 năm 1969    | 5th                           | 1 (Lần cuối: 1958)      | Á quân (1958)                                  |
| Tây Đức     | Nhất Bảng 7 UEFA             | 22 tháng 10 năm 1969    | 7th                           | 5                       | Vô địch (1954)                                 |
| Maroc       | Chiến thắng khu vực CAF      | 26 tháng 10 năm 1969    | 1                             | 1                       | —                                              |
| Liên Xô     | Nhất Bảng 4 UEFA             | 4 tháng 11 năm 1969     | 4                             | 4                       | Hạng 4 (1966)                                  |
| România     | Nhất Bảng 1 UEFA             | 16 tháng 11 năm 1969    | 4                             | 1 (Lần cuối: 1938)      | Vòng bảng (1930, 1934, 1938)                   |
| Ý           | Nhất Bảng 3 UEFA             | 22 tháng 11 năm 1969    | 7                             | 3                       | Vô địch (1934, 1938)                           |
| Tiệp Khắc   | Nhất Bảng 2 UEFA             | 3 tháng 12 năm 1969     | 6                             | 1 (Lần cuối: 1962)      | Á quân (1934, 1962)                            |
| Bulgaria    | Nhất Bảng 8 UEFA             | 7 tháng 12 năm 1969     | 3                             | 3                       | Vòng bảng (1962, 1966)                         |
| Israel      | Chiến thắng khu vực AFC/OFC  | 14 tháng 12 năm 1969    | 1                             | 1                       | —                                              |

## Vòng loại liên đoàn

### AFC và OFC
- Vòng 1: Úc, Nhật Bản, Hàn Quốc và Rhodesia được xếp vào bảng A, tuy nhiên ba quốc gia còn lại từ chối thi đấu với Rhodesia do lo ngại chính trị liên quan đến chế độ phân biệt chủng tộc (apartheid).[1] Úc, Nhật Bản và Hàn Quốc thi đấu với nhau hai lượt tại Hàn Quốc. Sau khi các trận đấu ở Seoul kết thúc, FIFA quyết định rằng đội thắng bảng vẫn phải gặp Rhodesia trong giai đoạn tiếp theo của bảng A, được xem là Vòng 2. Bắc Triều Tiên được xếp vào bảng B nhưng đã rút lui vì lý do chính trị, khiến bảng đấu chỉ còn hai đội tranh tài. Đội thắng ở mỗi bảng sẽ giành quyền vào Vòng cuối.

- Vòng cuối: Hai đội thi đấu với nhau theo thể thức lượt đi – lượt về. Đội thắng sẽ giành vé tham dự vòng chung kết.

#### Vòng 1
| VT | Đội      | Đ | ST | T | H | B | BT | BB | HS |
| -- | -------- | - | -- | - | - | - | -- | -- | -- |
| 1  | Úc       | 6 | 4  | 2 | 2 | 0 | 7  | 4  | 3  |
| 2  | Hàn Quốc | 4 | 4  | 1 | 2 | 1 | 6  | 5  | 1  |
| 3  | Nhật Bản | 2 | 4  | 0 | 2 | 2 | 4  | 8  | −4 |

#### Vòng 2
| VT | Đội      | Đ | ST | T | H | B | BT | BB | HS |
| -- | -------- | - | -- | - | - | - | -- | -- | -- |
| 1= | Úc       | 2 | 2  | 0 | 2 | 0 | 1  | 1  | 0  |
| 1= | Rhodesia | 2 | 2  | 0 | 2 | 0 | 1  | 1  | 0  |

#### Play-off
| VT | Đội      | Đ | ST | T | H | B | BT | BB | HS |
| -- | -------- | - | -- | - | - | - | -- | -- | -- |
| 1  | Úc       | 2 | 1  | 1 | 0 | 0 | 3  | 1  | +2 |
| 2  | Rhodesia | 0 | 1  | 0 | 0 | 1 | 1  | 3  | −2 |

##### Bảng 2
| VT | Đội               | Đ        | ST       | T        | H        | B        | BT       | BB       | HS       |
| -- | ----------------- | -------- | -------- | -------- | -------- | -------- | -------- | -------- | -------- |
| 1  | Israel            | 4        | 2        | 2        | 0        | 0        | 6        | 0        | +6       |
| 2  | New Zealand       | 0        | 2        | 0        | 0        | 2        | 0        | 6        | −6       |
| —  | CHDCND Triều Tiên | withdrew | withdrew | withdrew | withdrew | withdrew | withdrew | withdrew | withdrew |

#### Vòng cuối
| VT | Đội    | Đ | ST | T | H | B | BT | BB | HS |
| -- | ------ | - | -- | - | - | - | -- | -- | -- |
| 1  | Israel | 3 | 2  | 1 | 1 | 0 | 2  | 1  | +1 |
| 2  | Úc     | 1 | 2  | 0 | 1 | 1 | 1  | 2  | −1 |

### CAF
FIFA đã từ chối đơn đăng ký của Guinea và Zaire. Vòng loại sẽ diễn ra qua ba giai đoạn:
- Vòng 1: Ghana được miễn thi đấu và vào thẳng Vòng 2. 10 đội còn lại được chia cặp thi đấu loại trực tiếp theo thể thức lượt đi – lượt về. Đội thắng (tính theo tổng tỷ số hai lượt) sẽ vào Vòng 2.
- Vòng Hai: 6 đội được chia thành 3 cặp, tiếp tục thi đấu loại trực tiếp theo thể thức lượt đi – lượt về. Các đội thắng sẽ vào Vòng cuối.
- Vòng cuối: 3 đội thi đấu vòng tròn theo thể thức lượt đi – lượt về. Đội dẫn đầu bảng sẽ giành quyền tham dự vòng chung kết.

#### Vòng 1
| Đội 1   | TTS | Đội 2    | Lượt đi | Lượt về   | 3rd leg |
| ------- | --- | -------- | ------- | --------- | ------- |
| Zambia  | 6–6 | Sudan    | 4–2     | 2–4 (aet) |         |
| Maroc   | 4–2 | Sénégal  | 1–0     | 1–2       | 2–0     |
| Algérie | 1–2 | Tunisia  | 1–2     | 0–0       |         |
| Nigeria | 4–3 | Cameroon | 1–1     | 3–2       |         |
| Libya   | 3–5 | Ethiopia | 2–0     | 1–5       |         |
| Ghana   | Bye |          |         |           |         |

#### Vòng 2
| Đội 1    | TTS | Đội 2 | Lượt đi | Lượt về   | 3rd leg   |
| -------- | --- | ----- | ------- | --------- | --------- |
| Tunisia  | 2–2 | Maroc | 0–0     | 0–0 (aet) | 2–2 (aet) |
| Ethiopia | 2–4 | Sudan | 1–1     | 1–3       |           |
| Nigeria  | 3–2 | Ghana | 2–1     | 1–1       |           |

#### Vòng cuối
| VT | Đội     | Đ | ST | T | H | B | BT | BB | HS |
| -- | ------- | - | -- | - | - | - | -- | -- | -- |
| 1  | Maroc   | 5 | 4  | 2 | 1 | 1 | 5  | 3  | +2 |
| 2  | Nigeria | 4 | 4  | 1 | 2 | 1 | 8  | 7  | +1 |
| 3  | Sudan   | 3 | 4  | 0 | 3 | 1 | 5  | 8  | −3 |

### CONCACAF
FIFA đã từ chối đơn đăng ký của Cuba. Vòng loại khu vực này gồm ba giai đoạn:
- Vòng 1: 12 đội còn lại được chia thành 4 bảng, mỗi bảng gồm 3 đội. Các đội thi đấu vòng tròn theo thể thức lượt đi – lượt về. Đội nhất bảng giành quyền vào Vòng Bán kết.
- Vòng Bán kết: 4 đội được chia cặp thi đấu loại trực tiếp theo thể thức lượt đi – lượt về. Các đội thắng vào Vòng Chung kết.
- Vòng Chung kết: 2 đội còn lại thi đấu lượt đi – lượt về. Đội thắng giành quyền tham dự vòng chung kết

#### Vòng 1

##### Bảng 1
| VT | Đội     | Đ | ST | T | H | B | BT | BB | HS  |
| -- | ------- | - | -- | - | - | - | -- | -- | --- |
| 1  | Hoa Kỳ  | 6 | 4  | 3 | 0 | 1 | 11 | 6  | +5  |
| 2  | Canada  | 5 | 4  | 2 | 1 | 1 | 8  | 3  | +5  |
| 3  | Bermuda | 1 | 4  | 0 | 1 | 3 | 2  | 12 | −10 |

##### Bảng 2
| VT | Đội                | Đ | ST | T | H | B | BT | BB | HS |
| -- | ------------------ | - | -- | - | - | - | -- | -- | -- |
| 1  | Haiti              | 5 | 4  | 2 | 1 | 1 | 9  | 5  | +4 |
| 2  | Guatemala          | 4 | 4  | 1 | 2 | 1 | 5  | 3  | +2 |
| 3  | Trinidad và Tobago | 3 | 4  | 1 | 1 | 2 | 4  | 10 | −6 |

##### Bảng 3
| VT | Đội        | Đ | ST | T | H | B | BT | BB | HS |
| -- | ---------- | - | -- | - | - | - | -- | -- | -- |
| 1  | Honduras   | 7 | 4  | 3 | 1 | 0 | 7  | 2  | +5 |
| 2  | Costa Rica | 5 | 4  | 2 | 1 | 1 | 7  | 3  | +4 |
| 3  | Jamaica    | 0 | 4  | 0 | 0 | 4 | 2  | 11 | −9 |

##### Bảng 4
| VT | Đội                  | Đ | ST | T | H | B | BT | BB | HS |
| -- | -------------------- | - | -- | - | - | - | -- | -- | -- |
| 1  | El Salvador          | 6 | 4  | 3 | 0 | 1 | 10 | 5  | +5 |
| 2  | Suriname             | 4 | 4  | 2 | 0 | 2 | 10 | 9  | +1 |
| 3  | Antille thuộc Hà Lan | 2 | 4  | 1 | 0 | 3 | 3  | 9  | −6 |

#### Vòng 2

##### Bảng 1
| VT | Đội    | Đ | ST | T | H | B | BT | BB | HS |
| -- | ------ | - | -- | - | - | - | -- | -- | -- |
| 1  | Haiti  | 4 | 2  | 2 | 0 | 0 | 3  | 0  | +3 |
| 2  | Hoa Kỳ | 0 | 2  | 0 | 0 | 2 | 0  | 3  | −3 |

##### Bảng 2
| VT | Đội         | Đ | ST | T | H | B | BT | BB | HS |
| -- | ----------- | - | -- | - | - | - | -- | -- | -- |
| 1= | El Salvador | 2 | 2  | 1 | 0 | 1 | 3  | 1  | +2 |
| 1= | Honduras    | 2 | 2  | 1 | 0 | 1 | 1  | 3  | −2 |

#### Play-off
| VT | Đội         | Đ | ST | T | H | B | BT | BB | HS |
| -- | ----------- | - | -- | - | - | - | -- | -- | -- |
| 1  | El Salvador | 2 | 1  | 1 | 0 | 0 | 3  | 2  | +1 |
| 2  | Honduras    | 0 | 1  | 0 | 0 | 1 | 2  | 3  | –1 |

#### Vòng 3
| VT | Đội         | Đ | ST | T | H | B | BT | BB | HS |
| -- | ----------- | - | -- | - | - | - | -- | -- | -- |
| 1= | Haiti       | 2 | 2  | 1 | 0 | 1 | 4  | 2  | +2 |
| 1= | El Salvador | 2 | 2  | 1 | 0 | 1 | 2  | 4  | −2 |

#### Play-off
| VT | Đội         | Đ | ST | T | H | B | BT | BB | HS |
| -- | ----------- | - | -- | - | - | - | -- | -- | -- |
| 1  | El Salvador | 2 | 1  | 1 | 0 | 0 | 1  | 0  | +1 |
| 2  | Haiti       | 0 | 1  | 0 | 0 | 1 | 0  | 1  | –1 |

### CONMEBOL
10 đội được chia thành 3 bảng: hai bảng có 3 đội và một bảng có 4 đội. Các đội thi đấu vòng tròn theo thể thức lượt đi – lượt về. Đội nhất mỗi bảng sẽ giành quyền tham dự vòng chung kết.

#### Bảng 1
| VT | Đội       | Đ | ST | T | H | B | BT | BB | HS |
| -- | --------- | - | -- | - | - | - | -- | -- | -- |
| 1  | Perú      | 5 | 4  | 2 | 1 | 1 | 7  | 4  | +3 |
| 2  | Bolivia   | 4 | 4  | 2 | 0 | 2 | 5  | 6  | −1 |
| 3  | Argentina | 3 | 4  | 1 | 1 | 2 | 4  | 6  | −2 |

#### Bảng 2
| VT | Đội       | Đ  | ST | T | H | B | BT | BB | HS  |
| -- | --------- | -- | -- | - | - | - | -- | -- | --- |
| 1  | Brasil    | 12 | 6  | 6 | 0 | 0 | 23 | 2  | +21 |
| 2  | Paraguay  | 8  | 6  | 4 | 0 | 2 | 6  | 5  | +1  |
| 3  | Colombia  | 3  | 6  | 1 | 1 | 4 | 7  | 12 | −5  |
| 4  | Venezuela | 1  | 6  | 0 | 1 | 5 | 1  | 18 | −17 |

#### Bảng 3
| VT | Đội     | Đ | ST | T | H | B | BT | BB | HS |
| -- | ------- | - | -- | - | - | - | -- | -- | -- |
| 1  | Uruguay | 7 | 4  | 3 | 1 | 0 | 5  | 0  | +5 |
| 2  | Chile   | 4 | 4  | 1 | 2 | 1 | 5  | 4  | +1 |
| 3  | Ecuador | 1 | 4  | 0 | 1 | 3 | 2  | 8  | −6 |

### UEFA
FIFA đã từ chối đơn đăng ký của Albania. 29 đội còn lại được chia thành 8 bảng đấu, trong đó có 3 bảng gồm 3 đội và 5 bảng gồm 4 đội. Các đội thi đấu vòng tròn theo thể thức lượt đi – lượt về. Đội nhất mỗi bảng sẽ giành vé tham dự vòng chung kết.
| Đội        | ST | Đ |
| ---------- | -- | - |
| România    | 6  | 8 |
| Hy Lạp     | 6  | 7 |
| Thụy Sĩ    | 6  | 5 |
| Bồ Đào Nha | 6  | 4 |

| Đội              | ST | Đ |
| ---------------- | -- | - |
| Tiệp Khắc        | 6  | 9 |
| Hungary          | 6  | 9 |
| Đan Mạch         | 6  | 5 |
| Cộng hòa Ireland | 6  | 1 |

| Đội      | ST | Đ |
| -------- | -- | - |
| Ý        | 4  | 7 |
| Đông Đức | 4  | 5 |
| Wales    | 4  | 0 |

| Đội         | ST | Đ |
| ----------- | -- | - |
| Liên Xô     | 4  | 7 |
| Bắc Ireland | 4  | 5 |
| Thổ Nhĩ Kỳ  | 4  | 0 |

| Đội       | ST | Đ |
| --------- | -- | - |
| Thụy Điển | 4  | 6 |
| Pháp      | 4  | 4 |
| Na Uy     | 4  | 2 |

| Đội         | ST | Đ |
| ----------- | -- | - |
| Bỉ          | 6  | 9 |
| Nam Tư      | 6  | 7 |
| Tây Ban Nha | 6  | 6 |
| Phần Lan    | 6  | 2 |

| Đội      | ST | Đ  |
| -------- | -- | -- |
| Tây Đức  | 6  | 11 |
| Scotland | 6  | 7  |
| Áo       | 6  | 6  |
| Síp      | 6  | 0  |

| Đội        | ST | Đ |
| ---------- | -- | - |
| Bulgaria   | 6  | 9 |
| Ba Lan     | 6  | 8 |
| Hà Lan     | 6  | 7 |
| Luxembourg | 6  | 0 |

## Cầu thủ ghi bàn
10 bàn thắng
- Tostão

9 bàn thắng
- Gerd Müller

7 bàn thắng
- Juan Ramón Martínez
- Gigi Riva
- Włodzimierz Lubański

6 bàn thắng
- Johan Devrindt
- Pelé
- Ferenc Bene
- Kazimierz Deyna
- Colin Stein
- Ove Kindvall

5 bàn thắng
- Erich Hof
- Odilon Polleunis
- Jozef Adamec

4 bàn thắng
- Tom McColl
- Helmut Redl
- Georgi Asparuhov
- Hristo Bonev
- Guy Saint-Vil
- Garba Okoye
- Andrzej Jarosik
- Warren Archibald
- Dragan Džajić

3 bàn thắng
- Jairzinho
- Karol Jokl
- Ole Sørensen
- Arto Tolsa
- Hervé Revelli
- Vasilis Botinos
- Giorgos Sideris
- Guy François
- Joseph Obas
- Antal Dunai
- Mordechai Spiegler
- Houmane Jarir
- Ola Dybwad-Olsen
- Eusébio
- Florea Dumitrache
- Alan Gilzean
- José Eulogio Gárate
- Peter Millar
- Willy Roy
- Wolfgang Overath
- Vahidin Musemić
- Slaven Zambata
- Emment Kapengwe

2 bàn thắng
- Rafael Albrecht
- Ray Baartz
- Johnny Watkiss
- Wilfried Puis
- Raúl Alvarez
- Eduardo Antunes Coimbra
- Dinko Dermendzhiev
- Ralph McPate
- Nick Papadakis
- Tibor Vigh
- Adolfo Olivares
- Francisco Valdéz
- Jaime González
- Hermenegildo Segrera
- Eduardo Chavarria
- Vladimír Hagara
- Ladislav Kuna
- Andrej Kvašňák
- Wolfram Löwe
- Eberhard Vogel
- Elmer Acevedo
- Víctor Azúcar
- Juan Francisco Barraza
- Joel Estrada
- José Quintanilla
- Zerga Geremew
- Asmeron Germa
- Tommy Lindholm
- Jean-Claude Bras
- Giorgos Dedes
- Hugues Guillaume
- Rigoberto Gómez
- Donaldo Rosales
- Lajos Kocsis
- Don Givens
- Yehoshua Feigenbaum
- Giora Spiegel
- Sandro Mazzola
- Teruki Miyamoto
- Johny Léonard
- Mohammed El Filali
- Theo Pahlplatz
- Mohammed Lawal
- Olumuyiwa Oshode
- Terry Harkin
- Saturnino Arrúa
- Oswaldo Ramírez
- Jacinto Santos
- Bobby Chalmers
- Bobby Murdoch
- Jeong Kang-ji
- Park Soo-il
- Kakhi Asatiani
- Volodymyr Muntyan
- Givi Nodia
- Amancio Amaro
- Nasr El-Din Abbas
- Aboubakar Bakheit
- Ali Gagarin
- Abubakr Osman
- Paul Ruben Corte
- Jules Lagadeau
- Ruud Schoonhoven
- Roy Vanenburg
- Bo Larsson
- Fritz Künzli
- Georges Vuilleumier
- Ezzedine Chakroun
- Gerry Baker
- Helmut Haller
- Josip Bukal
- Metodije Spasovski

1 bàn thắng
- Boualem Amirouche
- Alberto Rendo
- Aníbal Tarabini
- Willie Rutherford
- Johnny Warren
- Wilhelm Kreuz
- Helmut Siber
- August Starek
- Léon Semmeling
- Clyde Best
- Winston Trott
- Ramiro Blacut
- Juan Américo Díaz
- Rivellino
- Dimitar Penev
- Dimitar Yakimov
- David Ayo
- Dieudonné Bassanguen
- Norbert Owona
- Norman Patterson
- Sergio Zanatta
- Jorge Ramírez Gallego
- Orlando Mesa
- Javier Tamayo
- Leonel Hernández
- Edgar Núñez
- Roy Sáenz
- Walford Vaughns
- Mario Vega
- Panicos Efthimiadis
- Nicos Kantzilieris
- Dušan Kabát
- František Veselý
- Bent Jensen
- Ulrik Le Fevre
- Ole Madsen
- Henning Frenzel
- Hans-Jürgen Kreische
- Peter Rock
- Félix Lasso
- Tom Rodríguez
- Mauricio Ernesto González
- Mauricio Alonso Rodríguez
- Kebede Asfaw
- Emmanuel Feseha
- Mengistu Worku
- Turo Flink
- Jean Djorkaeff
- Abekah Ankrah
- Emmanuel Ola
- Mimis Domazos
- Kostas Elefterakis
- Giorgos Koudas
- Mimis Papaioannou
- Édgar González
- Nelson Melgar
- David Stokes
- Claude Barthélemy
- Jean-Claude Désir
- Reynold Saint Surin
- Philippe Vorbe
- José Cardona
- Rafael Dick
- Reynaldo Mejia
- Marco Antonio Mendoza
- José Urquia
- Leonard Wells
- Flórián Albert
- János Farkas
- László Fazekas
- Zoltán Halmosi
- Lajos Puskás
- Lajos Szűcs
- Eamonn Rogers
- Angelo Domenghini
- Lascelles Dunkley
- Evan Welsh
- Yasuyuki Kuwahara
- Masashi Watanabe
- Mahmoud Al-Jahani
- Ahmed Ben Soed
- Mohamed Koussa
- Josy Kirchens
- Paul Philipp
- Hassan Akesbi
- Driss Bamous
- Boujemaa Benkhrif
- Ahmed Faras
- Cherkaoui Hafnaoui
- Moulay Khanousi
- Johan Cruyff
- Dick van Dijk
- Willem van Hanegem
- Wim Jansen
- Sjaak Roggeveen
- Wietse Veenstra
- Henk Wery
- Wouter Brokke
- Antonio Martina
- Elcio Martina
- Joseph Aghoghovbia
- Peter Anieke
- Sam Garba
- Sebastian Broderick Imasuen
- Sunday Ineh
- Augustine Ofuokwu
- Samuel Opone
- George Best
- William Campbell
- Derek Dougan
- Eric McMordie
- Jimmy Nicholson
- Odd Iversen
- Lorenzo Gimenez
- Aurelio Martínez
- Pablo Rojas
- Alcides Sosa
- Roberto Chale
- Luis Cruzado
- Teófilo Cubillas
- Alberto Gallardo
- Pedro Pablo León
- Bronisław Bula
- Jerzy Wilim
- José Augusto de Almeida
- Jacinto João
- Fernando Peres
- Emerich Dembrovschi
- Nicolae Dobrin
- Flavius Domide
- Billy Bremner
- Tommy Gemmell
- Eddie Gray
- Willie Henderson
- Jimmy Johnstone
- Denis Law
- Billy McNeill
- Emile Pierre Diéme
- Abdoulaye Makhtar Diop
- Kim Ki-bok
- Lee Yi-woo
- Anatoliy Byshovets
- Vitaliy Khmelnytskyi
- Juan Manuel Asensi
- Miguel Ángel Bustillo
- Pirri
- Joaquín Sierra
- Manuel Velázquez
- Gadalla Kheir El-Sayed Ali
- Osman El-Fadil
- Omar Ali Hasab El-Rasoul
- Abdel Kafi El-Sheikh
- Abdel-Wahab Abdel-Fadil Jadallah
- Awad Nasr Musa
- Ahmed Bushara Wahba
- Stuart Oosthuizen
- Edwin Schal
- Leif Eriksson
- Ove Grahn
- Roland Grip
- Örjan Persson
- René-Pierre Quentin
- Tahar Chaïbi
- Abdesselem Cheman
- Ender Konca
- Ogün Altıparmak
- Dietrich Albrecht
- Siegfried Stritzl
- Atilio Ancheta
- Rúben Bareño
- Julio César Cortés
- Pedro Rocha
- Oscar Zubía
- Luis Mendoza Benedetto
- Mike England
- David Powell
- John Toshack
- Klaus Fichtel
- Sigfried Held
- Horst-Dieter Höttges
- Reinhard Libuda
- Max Lorenz
- Rudolf Belin
- Ivica Osim
- Miroslav Pavlović
- Denijal Pirić
- Edin Sprečo
- Godfrey Chitalu
- Sandy Kaposa
- Dickson Makwaza

1 bàn phản lưới nhà
- David Zeman (trong trận gặp Israel)
- Johann Eigenstiller (trong trận gặp Tây Đức)
- Rudolph Smith (trong trận gặp Hoa Kỳ)
- Ramiro Tobar (trong trận gặp Chile)
- Aritatsu Ogi (trong trận gặp Úc)
- Valentín Mendoza (trong trận gặp Brasil)
- Héctor Chumpitaz (trong trận gặp Bolivia)
- José Torres (trong trận gặp Hy Lạp)
- Phillemon Tegire (trong trận gặp Úc)
- Bruno Michaud (trong trận gặp Romania)
- Tyrone de la Bastide (trong trận gặp Guatemala)
- Selwyn Murren (trong trận gặp Guatemala)